# J. C. Tretter
Pour les articles homonymes, voir Tretter.
(en) Statistiques sur pro-football-reference
Joseph Carl "JC" Tretter Jr. (né le 12 février 1991 à Batavia dans l'État de New York) est un joueur américain de football américain. Il évolue à la position de centre pour les Packers de Green Bay puis les Browns de Cleveland dans la NFL entre 2013 et 2021. Il fait son parcours universitaire à l'université Cornell et est repêcher par les Packers de Green Bay au quatrième tour du repêchage de 2013. Il est depuis 2020 le président de la National Football League Players Association.

## Biographie

### Jeunesse
Tretter est né à Batavia. Il est le fils de Joseph et Cynthia Tretter. Il étudie à l'Akron Central High School situé à Akron où il joue au football américain et au basket-ball. Il est partant pendant trois ans avec l'équipe de football américain, autant à l'attaque qu'à la défense, et est capitaine durant son année junior et sénior. Il est également partant au basket-ball durant lors de quatre ans et gradue avec plusieurs records de l'établissement dans ce sport.

### Parcours universitaire
Tretter rejoint l'université Cornell où il joue avec le Big Red de Cornell entre 2009 et 2012. Après avoir joué comme tight end pendant deux ans, il devient joueur de ligne offensive pour ses deux dernières années avec l'équipe. Il est crédité pour l'amélioration de la poche de protection de l'équipe durant ses années et est unanimement élu sur la première équipe d'étoile de la Ivy League en 2012. Il est également élu sur la troisième équipe d'étoile All-America pour la FCS.
À Cornell, il étudie les relations de travail. Sa sœur, Katie, et trois de ses oncles ont été à Cornell, dont son oncle David Tretter qui a joué au football américain avec le Big Red dans les années 1970.

### Carrière professionnelle
Les Packers de Green Bay sélectionnent Tretter au quatrième tour du repêchage de 2013,. Il est alors le neuvième joueur de ligne offensive choisi et le second par les Packers, juste après David Bakhtiari.
Le 10 mai 2013, les Packers signent Tretter pour quatre ans avec un contrat d'une valeur de 2,57 millions de dollars et un bonus à la signature de 415 908$. Il est envoyé dans la réserve le 27 août, mais est réactivé le 10 décembre 2013.
En 2016, Tretter est partant pour sept matches pour les Packers avant de voir sa saison se terminer en raison d'une blessure au genou qui nécessite une opération,.
Le 9 mars 2017, il signe avec les Browns de Cleveland pour trois ans. Le contrat lui rapporte un total de 16 750 000$ avec un bonus à la signature de 4 500 000$. Il est partant pour toutes les parties de sa saison originale à Cleveland. Il signe un nouveau contrat avec Cleveland le 7 novembre 2019. Celui-ci est d'une valeur de 32 500 000$.
Le 10 mars 2020, Tretter est élu comme président de la National Football League Players Association en remplacement d'Eric Winston. N'étant plus employé par une équipe de la ligue, il n'est pas éligible à un troisième mandat en 2024. Il est alors remplacé par Jalen Reeves-Maybin.
En mars 2022, il est libéré par les Browns pour faire de la place sur la masse salariale. Sans contrat, il prend sa retraite le 25 août 2022.